# Юлия Бакастова
Юлия Александровна Бакастова (на украински: Юлія Олександрівна Бакастова; 26 юни 1996 г.) е украинска фехтовачка в дисциплината сабя. Състезава се за националния отбор по фехтовка на Украйна от 2016 г., сребърна медалистка от европейското първенство в отборната надпревара.

## Биография
Юлия Бакастова е родена на 26 юни 1996 година. Живее и тренира в Киев.
За първи път тя влиза в основния отбор на украинския национален отбор през сезон 2016/2017, след като печели купата на страната по фехтовка със сабя. Тя участва на европейското първенство в Тбилиси и на световното в Лайпциг, където заема съответно 41-во и 29-о място сред жените. В края на сезона тя се класира на 60-то място в класацията на Международната федерация по фехтовка.
Бакастова постига първия си сериозен успех на международно ниво през 2018 г., на европейското първенство в Нови Сад, където печели сребърния медал в отборното състезание по сабя, заедно с Олга Харлан, Алина Комашчук и Елена Воронина – в четвъртфинала и полуфинала украинките побеждават съответно Унгария и Италия, а във финала губят с резултат 30:45 от руския отбор. В същото време в индивидуалното класиране Бакастова стига до 1/16-финалите, където губи със 7:15 от представителката на Испания Арасели Наваро. По-късно тя заема 59-то място на световното първенство в Уси, участва в етапи на Световната купа в Балтимор, Атина, Тунис, Орлеан.